# Tuffi ai campionati mondiali di nuoto 2017 - Grandi altezze femminile
La gara dei tuffi dalle grandi altezze femminile dei campionati mondiali di nuoto 2017 è stata disputata il 28 e il 29 luglio nei pressi di Batthyány tér, a Budapest. Alla gara hanno preso parte 10 atlete provenienti da 6 nazioni.
La competizione è stata vinta dalla tuffatrice australiana Rhiannan Iffland, mentre l'argento e il bronzo sono andati rispettivamente alla messicana Adriana Jiménez e alla bielorussa Jana Nescjarava.

## Programma
| Data           | Ora (UTC+2) | Turno     |
| -------------- | ----------- | --------- |
| 28 luglio 2017 | 12:30       | Round 1   |
| 29 luglio 2017 | 12:15       | Round 2-4 |

## Risultati
| Pos. | Atleta             | Nazione     | Tot.   | Round 1 | Round 2 | Round 3 | Round 4 |
| ---- | ------------------ | ----------- | ------ | ------- | ------- | ------- | ------- |
| 1    | Rhiannan Iffland   | Australia   | 320,70 | 66,30   | 66,30   | 91,20   | 96,90   |
| 2    | Adriana Jiménez    | Messico     | 308,90 | 66,30   | 62,40   | 70,20   | 110,00  |
| 3    | Jana Nescjarava    | Bielorussia | 303,95 | 62,40   | 62,40   | 83,60   | 95,55   |
| 4    | Tara Tira          | Stati Uniti | 299,50 | 66,30   | 68,90   | 73,10   | 91,20   |
| 5    | Anna Bader         | Germania    | 283,40 | 67,60   | 63,70   | 66,30   | 85,80   |
| 6    | Cesilie Carlton    | Stati Uniti | 270,70 | 62,40   | 54,60   | 66,30   | 87,40   |
| 7    | Helena Merten      | Australia   | 267,35 | 62,40   | 65,00   | 64,35   | 75,60   |
| 8    | Jacqueline Valente | Brasile     | 253,40 | 57,20   | 53,30   | 48,30   | 94,60   |
| 9    | Ginger Huber       | Stati Uniti | 246,90 | 53,30   | 66,30   | 47,50   | 79,80   |
| 10   | Iris Schmidbauer   | Germania    | 218,20 | 48,10   | 52,00   | 59,20   | 58,90   |